# Saint-Régis-du-Coin
 Saint-Régis-du-Coin  es una población y comuna francesa, situada en la región de Ródano-Alpes, departamento de Loira, en el distrito de Saint-Étienne y cantón de Saint-Genest-Malifaux.

## Geografía
Este municipio de  Loira, que forma parte del parque natural Regional del Pilat, se encuentra a 21 km de Saint-Étienne.
El pueblo está situado 1.071 metros sobre el nivel del mar, así que la comuna se caracteriza como un terreno de media montaña.

## Demografía
| 402 | 333 | 265 | 292 | 283 | 337 |
| Para los censos de 1962 a 1999 la población legal corresponde a la población sin duplicidades (Fuente: INSEE [Consultar]) |     |     |     |     |     |

## Clima
Por su a su ubicación en las montañas, el clima de la Saint-Régis-du-Coin es duro en invierno (con frío y nieve), pero suave en verano.

## Historia
La ciudad es reciente, data sólo de 1858. Su territorio fue creado a partir de las parcelas tomadas en la ciudad de Marlhes y Saint-Sauveur-en-Rue. Su nombre proviene de un sitio llamado "El Rincón", ubicado en ese momento, cerca de la ciudad actual. Se agrega "Santo Regis" para ser perdonados, como es la tradición oral, de la fría acogida que recibió el que se convertiría en San Francisco Regis .
Por eso, es la única ciudad en Francia a llevar el nombre de este apóstol del Velay y Vivarais.

## Lugares y Monumentos
- Los pantanos de Gimel.

Los pantanos de Gimel son un lugar protegido, porque es el mayor humedal del parque natural del Pilar. Fosos rectangulares son la marca de una antigua explotación, como el red hidráulico testigo del necesario drenaje.
- Monte Chaussitre

## Galería de fotos

Pantanos
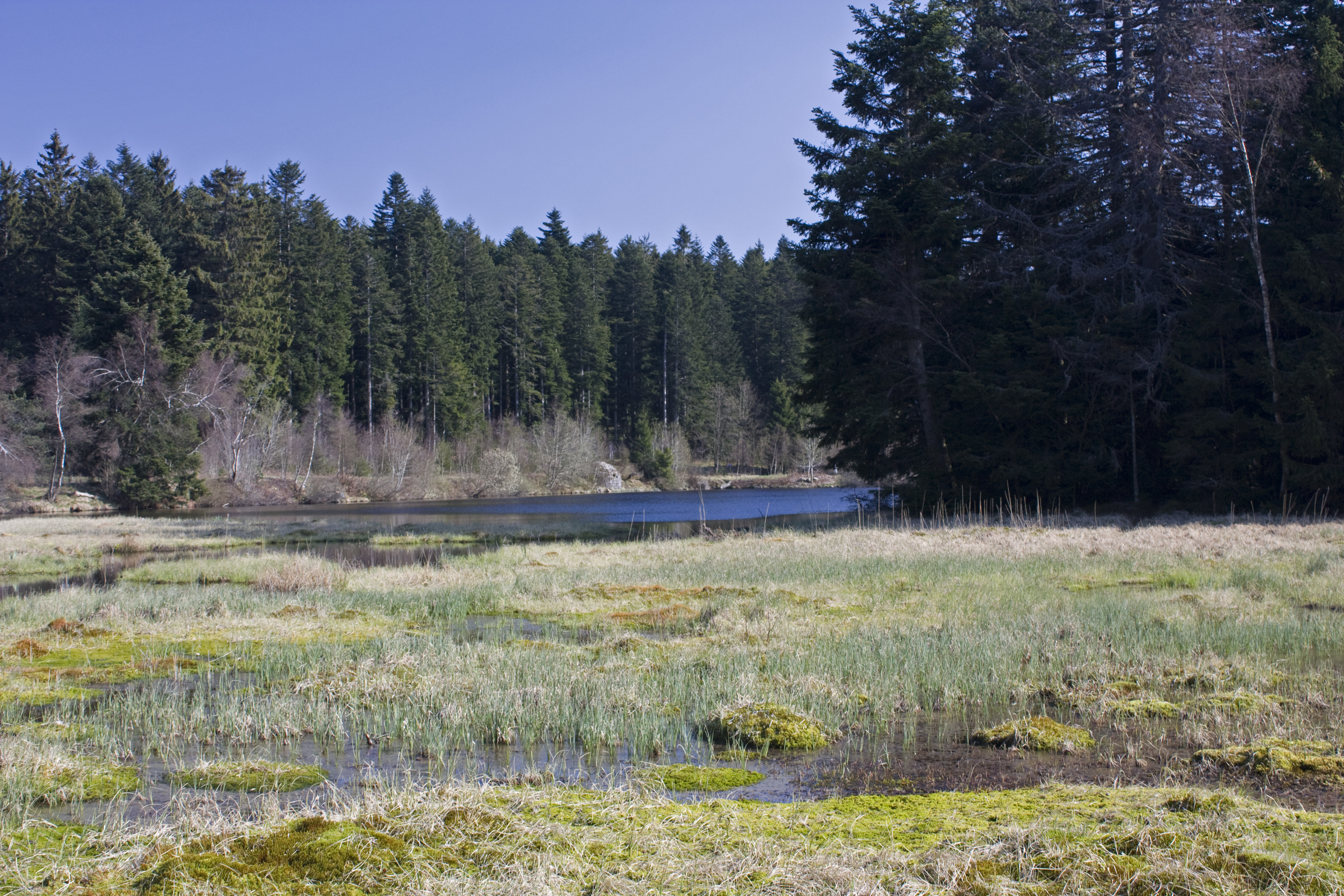
Pantano flotante, en vista del sur.
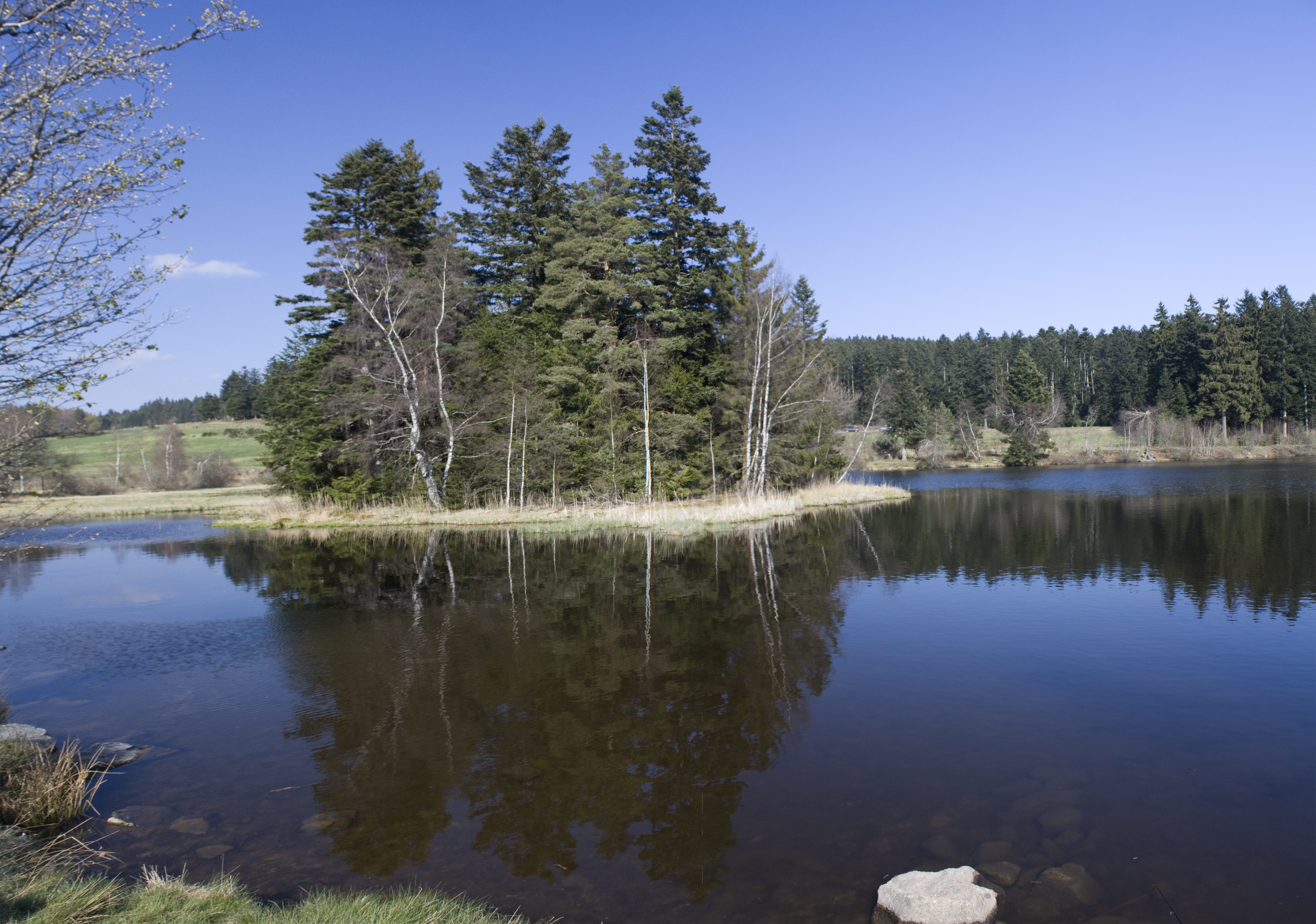
Pantano flotante, en vista del esto.

- Wikimedia Commons alberga una categoría multimedia sobre Saint-Régis-du-Coin.

## Personajes relacionados con
- Jean-François Régis